# Arturo Escobar
Arturo Escobar (* 1952 in Manizales, Kolumbien) ist ein kolumbianisch-US-amerikanischer Anthropologe. 
Er ist Kenan Distinguished Professor of Anthropology an der University of North Carolina in den USA. Seine wissenschaftlichen Interessen umfassen die Politische Ökologie, Entwicklungsanthropologie, Soziale Bewegungen, Globalisierungskritische Bewegungen und Entwicklungskritik. Er veröffentlicht in englischer und spanischer Sprache.
Escobar kritisiert modernistische Ideen und den Neoliberalismus. Er sieht vor allem in großen Institutionen Akteure einer unguten Idee von „Entwicklung“ und gilt als Verfechter des Post-Development.

## Leben
Escobar schlug ursprünglich eine Karriere als Chemiker ein. 1975 erhielt er seinen Bachelor of Science als Chemie-Ingenieur an der University of Valle in Cali (Kolumbien) und komplettierte seine Ausbildung als Biochemiker an der Medical School der Universität Valle. Er reiste in die USA, um seinen Master in „food science and international nutrition“ an der Cornell University zu machen und erhielt diesen 1978. Von 1981 bis 1982 arbeitete er für das Amt für Nationale Planung der Kolumbianischen Regierung (Kabinett von Julio César Turbay Ayala). 1987 erhielt er den Doktortitel an der University of California, Berkeley, in Entwicklungsphilosophie, Politik und Planung.
Escobar lehrte vor allem an US-Universitäten, wie an der University of Massachusetts Amherst, darüber hinaus in universitären Einrichtungen in Kolumbien, Finnland, Spanien und England. Er ist Mitglied des Herausgeberbeirats des Design Research Journals Designabilities.
2021 wurde Escobar in die American Academy of Arts and Sciences gewählt.

## Schriften (Auswahl)

### Monographien
- Encountering Development: The Making And Unmaking Of The Third World. Princeton University Press, Princeton (New Jersey) 1995.
- Feel-thinking with the Earth (in Spanish: Sentipensar con la tierra). Unaula, Medellin 2014.
- Territories of Difference: Place, Movements, Life, Redes. Duke University Press, Durham 2008.
- Designs for the Pluriverse. Radical Interdependence, Autonomy and the Making of Worlds. Duke University Press, Durham 2018.

### Sammelbände
- Hg., mit Walter D. Mignolo: Globalization and the Decolonial Option. Routledge, London 2010.
- Bernd Reiter (Hrsg.): Constructing the Pluriverse. The Geopolitics of Knowledge. Duke University Press, Durham 2018.

## Weblink
- Escobars Website bei der University of North Carolina at Chapel Hill (Memento vom 29. Mai 2014 im Internet Archive)